# Укуров, Тонт Наурузович
Тонт Наурузович Укуров (17 мая 1865, Гули — 1934, Инарки, Малгобекский район) — генерал-майор Российской императорской армии, участник Первой мировой войны, Георгиевский кавалер.

## Биография
Укуров рано лишился родителей. Дядя, который взял мальчика на воспитание, отдал его на учёбу во Владикавказское реальное училище. После окончания училища Укуров поступил в Ставропольское реальное училище, а после его окончания — в Московское техническое юнкерское училище. После окончания двух курсов в 1887 году Укуров был зачислен в Крымский 73-й пехотный полк на правах вольноопределяющегося. Затем его снова направили в Московское училище для повышения квалификации, где в 1888 году его произвели в унтер-офицеры. В 1889 году Укурова перевели в 44-й Камчатский полк и присвоили чин подпоручика.
В октябре 1913 года Укуров был произведён в полковники. С первых дней Первой мировой войны участвовал в боевых действиях. 24 августа 1914 года, полк под командованием Укурова захватил западную окраину села Заберже (за этот бой он был награждён Георгиевским оружием). В ходе боёв он получил тяжёлое ранение в бедро. Ногу пришлось ампутировать, а службу — оставить. По ходатайству командующего 9-й армией генерала Поливанова Укурову при выходе в отставку было присвоено звание генерал-майора.
После оставления службы вернулся на Родину и активно участвовал в общественной жизни. Наряду с Гапуром Ахриевым, Таштемиром Эльдерхановым и другими видными деятелями, стоял у истоков создания «Союза объединённых горцев Северного Кавказа и Дагестана». Весной 1917 года возглавил Ингушский национальный комитет Горской республики. После начала Гражданской войны старые органы власти потеряли свои влияние и Укуров отошёл от дел. После установления Советской власти в регионе значительная часть представителей старых органов власти эмигрировала, но Укуров остался на родине. В 1934 году Укуров скончался. Его похоронили на кладбище села Инарки.

## Память
Одна из улиц села Инарки была названа его именем.

## Семья
- Хаджибикар Укуров — внук[1].